# Knopia octocontacanalis
Knopia ist eine Gattung der Achtstrahligen Korallen (Octocorallia) aus der Familie Clavulariidae. Die bisher einzige Art der Gattung, Knopia octocontacanalis, lebt in den Korallenriffen des Indopazifik, doch die Erstbeschreibung einer weiteren Art ist in Arbeit. Der Holotypus von K. octocontacanalis stammt aus einem Riff vor Sabah, Malaysia. Weitere Exemplare wurden in Riffen in Indonesien gesammelt.

## Merkmale
Röhrenkorallen der Familie Clavulariidae entwickeln Polypen, die aus einem röhrenartigen Stolonengeflecht wachsen. Darin befinden sich die Solenia, ein netzartiges Gewebegeflecht, über das die Einzelpolypen miteinander kommunizieren.
Die wissenschaftlich neu beschriebene Koralle Knopia octocontacanalis gehört zur Familie Clavulariidae, unterscheidet sich aber in einem wesentlichen Merkmal von fast allen anderen Korallen der Unterklasse Octocorallia. Octocorallia sind achtstrahlig, besitzen also acht Körpersegmente, von denen jedes einen endständigen Tentakel bildet. Jeder Octocorallia-Tentakel besitzt beiderseits kurze Fortsätze (Fiedern), die ihn federähnlich aussehen lassen. Die Funktion dieser Fortsätze ist artabhängig (z. B. Oberflächenvergrößerung bei einigen zooxanthellaten Arten, Nahrungsfang bei einigen azooxanthellaten Arten), aber diese seitlichen Fortsätze sind in der Regel solitär und nicht miteinander verwachsen. Nur in ganz wenigen Ausnahmen bilden Octocorallia-Arten miteinander verwachsene Fiedern an den Tentakeln. Eine dieser Ausnahmen findet sich in der Gattung Tubipora (Orgelkorallen), und eine weitere in der unlängst wissenschaftlich beschriebenen Knopia octocontacanalis, deren Fiedern beiderseits derart miteinander verwachsen sind, dass die Tentakel wie ein kleines Paddel wirken.
Wie alle Clavulariidae-Gattungen lebt auch die Gattung Knopia mit einzelligen Symbiosealgen (Zooxanthellen) in einer Endosymbiose. Sie wurde vom australischen Weichkorallentaxonomen Dr. Philip Alderslade im Jahr 2007 aufgestellt und ist monotypisch, enthält also nur eine Art. Knopia octocontacanalis ist im Meerwasseraquarium gut haltbar und wird auch gelegentlich über den Aquaristikfachhandel angeboten. Benannt wurde sie nach dem deutschen Fachjournalisten Daniel Knop.